# クロスライセンス
クロスライセンス (Cross-licensing)、または相互ライセンスとは、2つまたは複数の企業などが、自らの持つ特許権などの知的財産権の行使を互いに許諾（ライセンス）すること、またはそのための契約。一般には、自らの持つ知的財産権を利用して実施・使用許諾料を（契約によるが）払わずに必要な知的財産権を利用できるメリットがある。
現代では、ある製品の製造に有用な技術に関し、複数の企業などがその一部ずつを特許として取得している場合がよくある。この場合、企業間の特許侵害訴訟リスクを避けながら製品を効率よく製造して利益を得る手段としてクロスライセンスがよく利用される。
また、Aが基本特許を持ち、Bがそれを利用した特許（利用特許または改良特許）を持つ状況でも、クロスライセンスがよく利用される。これにより、Aは基本特許より優れた技術を利用でき、Bも自分の特許（Aの許諾がなければ実施できず宝の持ち腐れとなる）が実施できる。
このように、複数の企業などが特許のクロスライセンスを目的として結成するコンソーシアムをパテントプールという。
特許法ではクロスライセンスを容易にするため、実施許諾の協議を求める権利を認めている（特許法92条）。
クロスライセンスは他の企業などに対抗するために行われることもあり、したがって条件によっては独占禁止法に抵触することもある。
特許権以外の商標権や著作権などを対象とするクロスライセンスも多く行われている。